# 俄罗斯驻沈阳总领事馆
俄罗斯联邦驻瀋陽总领事馆（俄语：Генеральное консульство РФ в Шэньяне）為俄羅斯聯邦派駐中華人民共和國瀋陽市的外交機構。現任總領事為娜塔莉娅·普雷日科娃。